# Utica (Nebraska)
Utica è un villaggio degli Stati Uniti d'America della contea di Seward nello Stato del Nebraska. Fa parte dell'area statistica metropolitana di Lincoln. La popolazione era di 861 persone al censimento del 2010.

## Storia
Utica è stata fondata quando la Burlington & Missouri Valley Railroad è stata estesa fino a quel punto. Prende il nome dalla città di Utica nello Stato di New York.

## Geografia fisica
Utica è situata a 40°53′42″N 97°20′43″W (40.894938, -97.345366).
Secondo lo United States Census Bureau, ha un'area totale di 0,46 miglia quadrate (1,19 km²).

## Società

### Evoluzione demografica
Secondo il censimento del 2010, c'erano 861 persone.

### Etnie e minoranze straniere
Secondo il censimento del 2010, la composizione etnica del villaggio era formata dal 98,0% di bianchi, lo 0,2% di afroamericani, lo 0,2% di nativi americani, lo 0,9% di asiatici, lo 0,1% di altre razze, e lo 0,5% di due o più etnie. Ispanici o latinos di qualunque razza erano l'1,4% della popolazione.